# 湖滨街道 (石狮市)
湖滨街道，是中华人民共和国福建省泉州市石狮市下辖的一个乡镇级行政单位。

## 行政区划
湖滨街道下辖以下地区：
金林社区、新湖社区、仙迹社区、花园城社区、长福社区、曾坑社区、玉湖社区、林边社区和湖边社区。